# Voo UM Airlines 4230
O Voo UM Airlines 4230 foi um voo internacional fretado de passageiros, um Yakovlev Yak-42D operado pela UM Airlines, que caiu em 2003.
Voando do Aeroporto Internacional de Manas, Bishkek, Quirguistão, para o Aeroporto de Zaragoza, Espanha, o Yak-42D tentou pousar no Aeroporto de Trebizonda, na Turquia, para reabastecer em 26 de maio de 2003, mas, por causa do nevoeiro denso, bateu em uma montanha perto de Maçka, Trebizonda. Todos os 13 tripulantes e 62 passageiros morreram. Continua sendo o terceiro pior acidente da história da aviação turca. A aeronave estava transportando tropas de paz espanholas de volta do Afeganistão.

## Antecedentes

### Voo
A aeronave foi fretada da UM Airlines pelo Ministério da Defesa espanhol para devolver alguns dos 120 soldados espanhóis que trabalham como mantenedores da paz da Força Internacional de Assistência à Segurança no Afeganistão. Foi o terceiro acidente de uma aeronave operada pela Ucrânia em seis meses; um Ilyushin Il-76 caiu em 9 de maio, matando cerca de 14 pessoas, e em dezembro de 2002, um Antonov An-140 caiu no Irã com 44 mortes.

## Acidente
O Yakovlev Yak-42 era um avião fretado usado para transportar tropas espanholas após uma viagem de manutenção da paz de quatro meses no Afeganistão. O destino final era o Aeroporto de Saragoça, mas a aeronave tentou fazer escala no Aeroporto de Trebizonda, na Turquia, para reabastecer. A aeronave caiu na encosta de uma montanha perto da cidade de Maçka, a 24 km de Trebizonda, em sua terceira tentativa de pousar em um nevoeiro denso. O piloto havia declarado que não conseguia ver a pista; visibilidade era inferior a 10 metros (33 pés).
Todos os tripulantes e passageiros morreram no impacto. As tropas a bordo eram compostas por 41 membros do exército e 21 membros da força aérea. A aeronave também carregava munição; explosões após o acidente distribuíram os destroços por uma grande área.

## Passageiros
| Nacionalidade | Passageiros | Tripulantes | Total |
| ------------- | ----------- | ----------- | ----- |
| Espanha       | 62          | –           | 62    |
| Ucrânia       | –           | 12          | 12    |
| Bielorrússia  | –           | 1           | 1     |
| Total         | 62          | 13          | 75    |

## Consequências
O ministro da Defesa espanhol, Federico Trillo, afirmou que "as condições meteorológicas e o nevoeiro denso causaram o drama". O secretário-geral da OTAN, George Robertson, declarou: "Esta é uma tragédia terrível, dado que esses soldados estavam servindo aos interesses da paz em uma missão difícil no Afeganistão". Em 2004, o governo do Partido Socialista Espanhol demitiu três generais depois que se descobriu que 22 dos corpos das vítimas foram identificados erroneamente e devolvidos às famílias erradas.